# Svínanesfjall
Svínanesfjall är ett berg i republiken Island. Det ligger i regionen Västfjordarna, 160 km norr om huvudstaden Reykjavík. Toppen på Svínanesfjall är 469 meter över havet.
Trakten runt Svínanesfjall är nära nog obefolkad, med mindre än två invånare per kvadratkilometer. Det finns inga samhällen i närheten. Trakten runt Svínanesfjall består i huvudsak av gräsmarker.